# Actia cuthbertsoni
Actia cuthbertsoni là một loài ruồi trong họ Tachinidae.